# Hundhaupten
Hundhaupten is een gemeente in de Duitse deelstaat Thüringen, en maakt deel uit van de Landkreis Greiz. Met zeven andere gemeenten maakt Hundhaupten deel uit van de Verwaltungsgemeinschaft Münchenbernsdorf, een gemeentelijk samenwerkingsverband.
Hundhaupten telt 320 inwoners.